# Monreal del Campo
Monreal del Campo è un comune spagnolo di 2 744 abitanti situato nella comunità autonoma dell'Aragona.